# 孔子 (小說)
《孔子》（日语：孔子）是日本作家井上靖的一部长篇小说。新潮社出版于1989年，也是作者最后的一部小说。

## 内容介绍
小说以蔡国人蔫姜的视角，再现了孔子游学的历程。小说第一章叙述蔫姜在搬运货物的途中遇见孔子，之后跟随孔子游历各国的故事。第二章至第五章分别叙述了孔子去世后，蔫姜隐居鲁国的一个山村，为后世的人讲述当年孔子的思想，并进行论述的过程。

## 获奖记录
- 1989年，获第42届野间文艺奖[3]